# Kanchipuram
Kānchipuram o Kānchi ([kaːɲd͡ʒipuɾəm] en tamil: காஞ்சிபுரம்) es una ciudad del estado indio de 
Tamil Nadu, localizada a 72 km de Madrás. En la India, está considerada una de las ciudades sagradas del hinduismo, conocida en la antigüedad como Kāchi y como Kachiampathi.

## Entorno
Está situada junto al río Palar, y es conocida por sus templos y sus saris de seda. Entre los templos, destacan los de Ekambareswara, del siglo IX, dedicado a Shivá, Vaikunthaperumal, del siglo VIII, el paraíso de Vishnú, y Kailasanatha, del siglo VII, dedicado a Shiva. El gran templo de Ekambaranatha o Ekambareswara es uno de los cinco templos mayores dedicados a Shiva y el que representa el elemento tierra, construido en el siglo IX. Los otros cuatro de su categoría son Thiruvanaikaval Jambukeswara (agua), Chidambaram Natarajar (cielo), Thiruvannamalai Arunachaleswara (fuego) y Kalahasti Nathar (viento). En el patio de Ekambareswara hay un mango de casi 3500 años cuyas cuatro ramas principales ofrecen frutos con sabores que representan a los cuatro Vedas.
Kanchipuram es un reputado centro de aprendizaje tamil, pero también acuden jainistas y budistas, por lo que es un importante centro religioso para las tres grandes religiones, el hinduismo, el budismo y el jainismo.
Los saris de seda fabricados a mano en Kanpucharam son de gran calidad y tiene una gran reputación en el resto de la India. Más de cinco mil familias viven de esta industria que tiene una antigüedad conocida de cuatrocientos años.

## Historia
En los siglos III y IX, Kanchi fue la capital de los Pallava, quienes gobernaban un extenso territorio entre los ríos Krishna y Kaveri en el sur de la India. La dinastía Chola gobernó entre los siglos X y XIII, seguidos de la dinastía Vijayanagara entre los siglos XIV y XVII, cuyos reyes construyeron el templo de Ekamabaranadhar, cuya torre tiene 64 metros de altura, y los cien pilares mandabam del templo Varadaraja Perumal. Este imperio fue seguido por las invasiones mongolas y la colonización inglesa.
Bodhidharma, monje indio que se convirtió en el vigésimo octavo patriarca del budismo, partió de Kanchipuram cuando inició su viaje a la China. Nació en esta ciudad en torno al año 440, cuando era capital del imperio Pallava.